# پیشوا (آلمان نازی)
پیشوا (به آلمانی: Führer) به معنای رهبر یا راهنماست که عموماً با شخص آدولف هیتلر، رهبر آلمان نازی، شناخته می‌شود. این کلمه ورای کاربرد آن در آلمان نازی در میان مردم آلمان همچنان به معنای راهنما رایج است، امّا به دلیل ارتباط قوی آن با حزب سوسیالیست ملّی کارگران آلمان در مفاهیم منفی به کار می‌رود و به جای آن از واژه لایتر (Leiter) برای رهبر استفاده می‌شود.